# Вальдерроділья
Вальдерроділья (ісп. Valderrodilla) — муніципалітет в Іспанії, у складі автономної спільноти Кастилія-і-Леон, у провінції Сорія. Населення — 101 особа (2010).
Муніципалітет розташований на відстані близько 150 км на північний схід від Мадрида, 36 км на південний захід від Сорії.
На території муніципалітету розташовані такі населені пункти: (дані про населення за 2010 рік)
- Торреандалус: 39 осіб
- Вальдерроділья: 62 особи

## Демографія
Динаміка населення (INE ):

## Галерея зображень

Розташування муніципалітету Вальдерроділья